# 小谷 (五箇山)
小谷（おたに）とは、主に中世・近世に用いられた越中国礪波郡五箇山（現・富山県南砺市）内の地域区分の一つ。富山方言（五箇山方言）では「谷」が撥音化するため、地元では小谷（おたん）と読まれる。
赤尾谷・上梨谷・下梨谷・利賀谷および小谷の「五つの谷（山）」から構成されることが、「五箇山」という名称の由来とされる。地理的には小谷川が合流する地点から下流の庄川沿岸の諸集落が小谷に属し、旧平村東部と旧利賀村北西部をあわせた領域に相当する。

## 概要

### 中世

近世期の五箇山地図。小谷は利賀谷と下梨谷の中間に位置する。

五箇山地域は平家の落人、南朝の落人の流入を経て集落が形成されたと考えられており、南北朝時代より最古の文字資料が現れ始める。小谷地域では城小太郎という平家の落人が隠れ潜んだという伝承が城村に伝えられている。室町時代前半ころには、砺波郡平野部の井口氏を通じて「なしとか（梨谷と利賀谷）」すなわち五箇山地域から徴税されたとの記録があり、武士の支配する荘園制の末端に属していた。
しかし、室町時代後半には浄土真宗の教えが急速に広まり、戦国時代には武家領主の支配が及ばない、一向一揆の支配する地域に五箇山は属することとなった。奥田直文は「五箇山」という名称が一向一揆による支配の確立と同時に現れることに注目し、「それ以前の旧荘園に規定された地域単位とは別の原理で成り立つ、新しい地域結集単位」であったことを指摘している。
永正10年（1513年）12月5日付け実如下付本尊裏書きには「越中国利波郡五ヶ山之内常楽寺下　小谷島」との記載があり、これが「五ヶ山」ひいては「小谷」表記の初見となる。この「小谷島」は大崩島集落もしくは高草嶺集落内の入谷島を指すと考えられるが、常楽寺は利賀谷から小谷に勢力を拡大したと考えられること、また高草嶺集落は山の神峠を通じて利賀谷との交流が深かったことを踏まえ、後者の説が有力視されている。
天文21年（1552年）10月27日付五箇山十日講起請文には赤尾谷・上梨谷・下梨谷・小谷・利賀谷ごとに有力者の署名があり、これによって、戦国期の五箇山は既に中世的な領主が存在せず村の自治を達成していること、旧国衙領たる「保」の単位でなく五つの谷ごとに村落連合を形成していることが分かる。小谷に関しては、本文書中に入谷 ・たかさわれ（高草嶺）・嶋（大崩島か）・下（下原か）・そやま（祖山）といった現在に繋がる集落名が既に見える。

### 近世

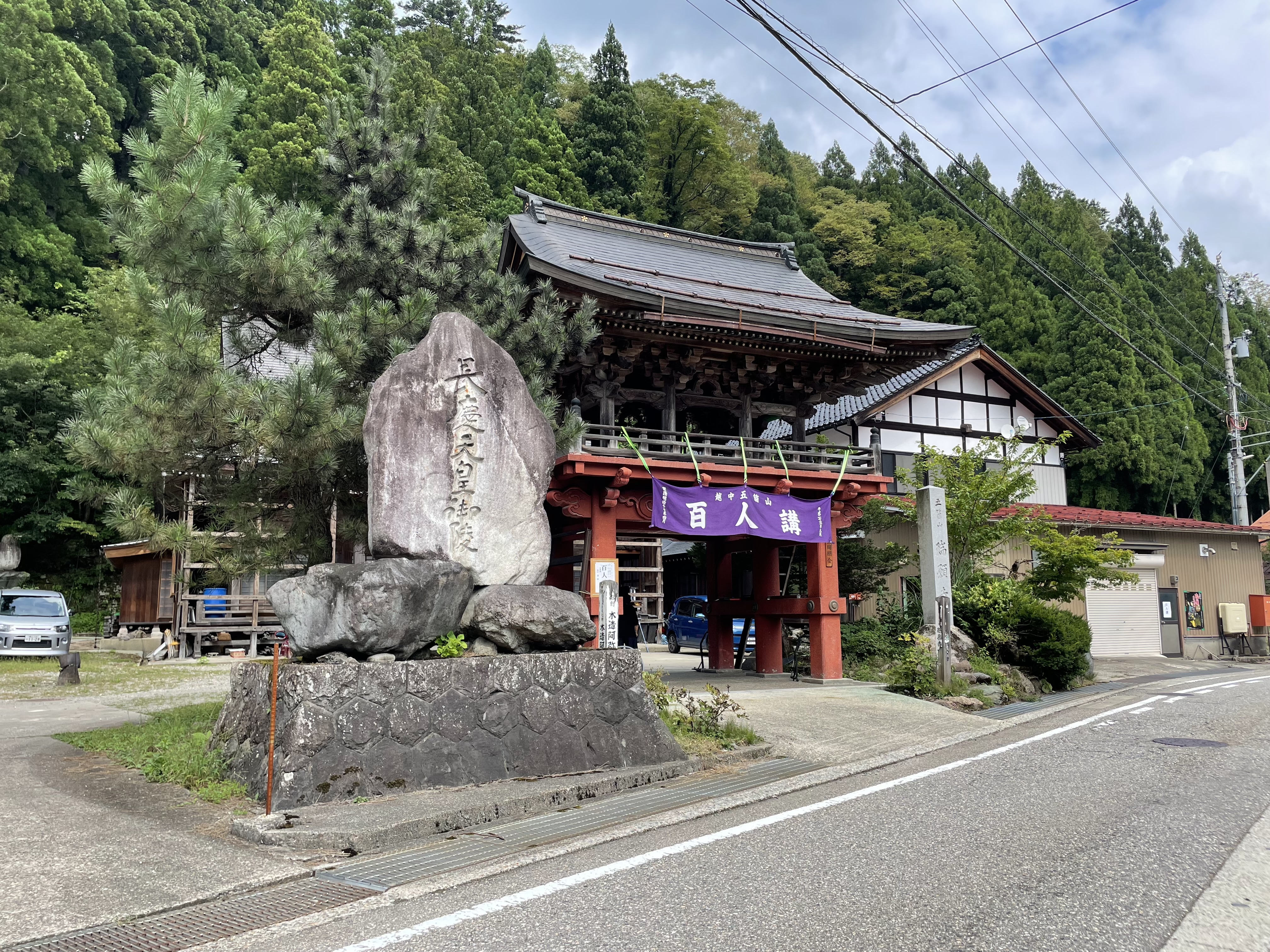
下梨集落の瑞願寺。下梨村の市助は瑞願寺の僧であった。

戦国時代を通じて五箇山は一向一揆の支配下にあったが、天正13年（1585年）の佐々成政による制圧を経て、前田家（加賀藩）の統治下に入った。加賀藩は当初、下梨村の市助を代官として五箇山を支配する体制を取ったが、その下には中世の「五つの谷」に由来する「与頭（くみがしら）」もしくは「与合頭（くみあいがしら）」と呼ばれる代表者が置かれていた。例えば元和5年（1619年）・寛永7年（1630年）の史料には利賀・小谷・下梨谷・上梨谷・赤尾谷の五組が記録されており、寛永元年（1661年）の文書では市助と皆葎村太郎左衛門（上梨谷）・新屋村太郎右衛門（赤尾谷）・見座村市右衛門（下梨谷）・入谷村甚助（小谷）・細島村源太郎（利賀谷）ら与合頭5名が連名で署名している。
しかし、市助と与頭による支配体制は比較的早い段階で廃止され、五箇山では東西二つの十村組 （後に「利賀谷組」「赤尾谷組」という名称で固定する）に分かれ支配される体制が確立した。西半の「赤尾谷組」はかつての赤尾谷・上梨谷・下梨谷に含まれる集落が、東半の「利賀谷組」には小谷・ 利賀谷に含まれる集落が、それぞれ属していた。これ以後、「五つの谷」ごとの区分は住民間の活動の中には残されたものの、加賀藩の行政機構上では地位を失い、公文書などで言及されることはなくなった。一連の支配体制の変化は「五つの谷」ごとの自治性の強い五箇山のあり方が、加賀藩が統制を強める中で近世的村落に移行する過程でもあった。
また、江戸時代の五箇山は流刑地とされていたことでも著名であるが、小谷では大崩島・祖山の庄川右岸集落が流刑人の配流村として定められていた。特に祖山集落は「籠の渡ししかなく道はなく、里方へ出る脇道もない、山越えもできない」流刑地として知られ、加賀騒動の原因と見なされた大槻伝蔵は祖山に流刑となったが、流刑地で自害してしまったために祖山集落の者達も監督責任を問われ処分されたとの逸話がある。

### 近現代

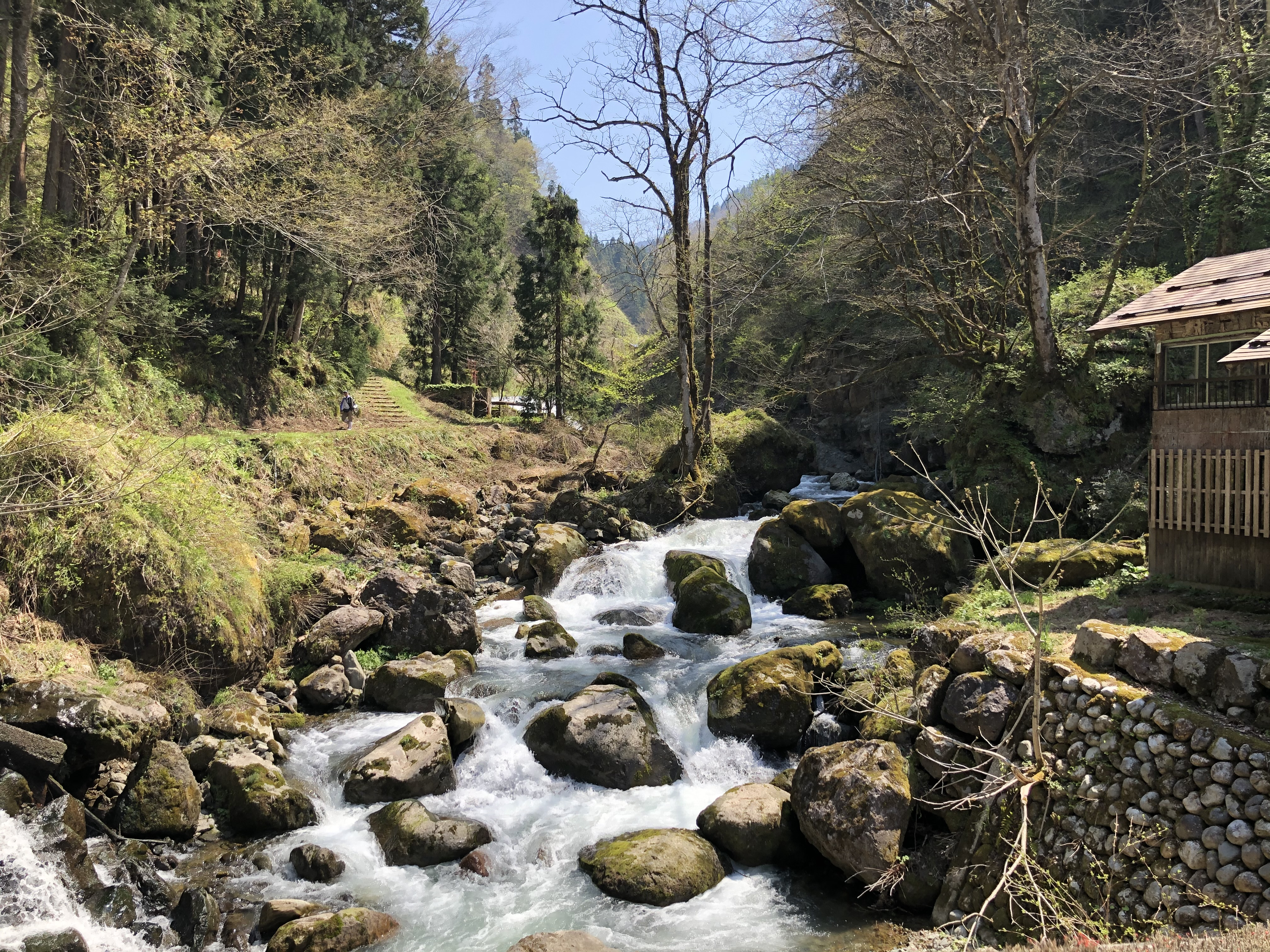
庄川との合流地点付近の小谷川。この地点より下流の庄川沿岸集落が小谷地域に属する。

明治維新を経て町村制が施行されると、従来の「五つの谷」や「五箇山両組」とも異なる、上平村・平村・利賀村の「五箇三村」が成立した。これは、江戸時代の「城端手寄の村」と「井波手寄の村」という商圏上の区画に基づいてまず「下梨村外四十三ヶ村」と「下原村外二十五ヶ村」に分けられ、前者が更に二分割されて上平村・平村となり、後者が利賀村が形成されたものであった。この結果、小谷地域は北部が利賀村に、南部が平村に属することとなった。
平村では、合併後も下出・東中江・入谷・高草嶺・寿川・大崩島の7か村が「小谷地区」という一纏まりの地域として認識され、「小谷百人講」や「小谷青年団」といった組織が組織されている。平村には小谷の南半・下梨谷の全域・上梨谷の東半が属するが、この三地域にはそれぞれ方言・文化の差があると認識されていた。方言に関しては、五箇山出身の歴史家である高桑敬親が上梨から上平方面の方言を「粗にして急」、小谷から利賀方面の方言を「粘にして麗」と評している。
一方利賀村では、小谷に属する大牧・重倉・長崎・北原・仙野原・新山・栃原・下原と、利賀谷最北部の草嶺・高沼・栗当、あわせて11ヶ村が「口山地区」というひとまとまりの地域と見なされていた。交通事情の悪かった明治時代には、口山地区から利賀集落の役場に赴くのは不便であり、明治23年9月には口山地区の分村を願う建議書が出されたこともあった。昭和40年代ころからは人口減少対策として口山地区の観光開発が行われ、その中でも大牧温泉は「船でしか行き来できない秘境の一件宿」として全国的にも知られる温泉宿となっている
「五箇三村」は21世紀初頭に南砺市に合併し、現在では「小谷地域」というまとまりが意識されることは少ないが、現在でも小谷企画株式会社や小谷麦屋節保存会などに小谷の名が冠されている。

## 小谷の集落一覧
| 集落名 | 旧表記 | 市町村 | 寺院                    | 神社         |
| 下出   | -      | 平村   | 古国府勝興寺預 下出道場 | 小谷神社     |
| 東中江 | 中江   | 平村   | 出町真光寺下 中江道場   | 東中江神明社 |
| 高草嶺 | -      | 平村   | 坂上西勝寺下 高草嶺道場 | 高草嶺熊野社 |
| 夏焼   | -      | 平村   | 坂上西勝寺下 夏焼道場   | 夏焼神明社   |
| 入谷   | -      | 平村   | 出町真光寺下 入谷道場   | 入谷神明社   |
| 寿川   | 須川   | 平村   | 古国府勝興寺預 寿川道場 | 寿川愛宕社   |
| 大崩島 | -      | 平村   | 池尻真光寺下 大崩島道場 | 大崩島愛宕社 |
| 祖山   | 惣山   | 平村   | 井波光教寺下 祖山道場   | 祖山熊野社   |
| 障子倉 | -      | 平村   | -                       | 障子倉神明社 |
| 城     | -      | 平村   | -                       | 城熊野社     |
| 渡原   | -      | 平村   | 池尻真光寺下 渡原道場   | 渡原神明社   |
| 大牧   | -      | 利賀村 | -                       | 大牧熊野社   |
| 重倉   | -      | 利賀村 | -                       | 氏神無之村   |
| 長崎   | -      | 利賀村 | -                       | 蔦崎社       |
| 北原   | -      | 利賀村 | -                       | 北原八幡社   |
| 仙野原 | 仙原   | 利賀村 | -                       | 仙野原愛宕社 |
| 新山   | 荒山   | 利賀村 | -                       | 新山八幡社   |
| 栃原   | -      | 利賀村 | 井波瑞泉寺下 栃原道場   | 鳥屋神社     |
| 下原   | -      | 利賀村 | -                       | 下原八幡宮   |

上記諸集落の内、祖山以南の集落が旧平村に、新山以北の集落が旧利賀村に、それぞれ属する。

## 天文21年十日講起請文の小谷署名者
| 署名                        | 瑞願寺注記             | 近世の道場                           | 対応する現代の寺院     |
| --------------------------- | ---------------------- | ------------------------------------ | ---------------------- |
| 小次郎安弘（花押）          |                        |                                      | 高草嶺集落の有力者か   |
| 入谷 （花押）               |                        | 杉木新町真光寺道場 入谷村 七郎右衛門 | 入谷集落の念仏道場か   |
| 小大郎勝恵 （花押）         |                        |                                      | 詳細不明               |
| 経塚左近                    | 当時下出村八右衛門先祖 | 勝興寺預リ 下出村 八右衛門           | 下出集落の念仏道場     |
| 沢大郎九郎（略押）          |                        |                                      | 沢集落の有力者か       |
| 江上衛門尉 （略押）         |                        |                                      | 江上集落の有力者か     |
| 同 九郎左衛門尉（花押）     |                        |                                      | 江上集落の有力者か     |
| たかさわれ左衛門尉（略押）  |                        | 坂上西勝寺道場 高草嶺村 甚兵衛       | 高草嶺集落の念仏道場か |
| 田中衛門尉（略押）          |                        |                                      | 田中集落の有力者か     |
| 八郎衛門（略押）            |                        |                                      | 詳細不明               |
| つし左衛門尉（略押）        |                        |                                      | 詳細不明               |
| 嶋の九郎三郎 （花押）       |                        |                                      | 嶋集落の有力者か       |
| 下衛門尉（略押）            |                        |                                      | 下原集落の念仏道場か   |
| 同 兵衛 （略押）            |                        |                                      | 下原集落の有力者か     |
| そやま五郎左衛門尉 （花押） |                        | 勝興寺預リ 祖山村 平兵衛             | 祖山集落の念仏道場か   |